# رانيخولا
نهر رانيخولا في سيكيم الذي يتدفق بالقرب من عاصمة الولاية سيكيم غانتوك. ومن أحد روافد نهر تيستا. أنتحرت الملكة مانجر على هذا النهر بعد وفاة زوجها في 1642.
‌